# Harold Hopkins
Harold Horace Hopkins FRS (Leicester, 6 de dezembro de 1918 — Reading, 22 de outubro de 1994) foi um físico britânico.